# B.O.S.S. Volume 1
 (novembre 2023).
Si vous disposez d'ouvrages ou d'articles de référence ou si vous connaissez des sites web de qualité traitant du thème abordé ici, merci de compléter l'article en donnant les références utiles à sa vérifiabilité et en les liant à la section « Notes et références ».
B.O.S.S. Volume 1 est un album de hip hop produit par JoeyStarr, DJ Naugthy J et DJ Spank.

## Liste des morceaux
1. Intro (JoeyStarr - DJ Spank)
2. Ici le 9.3 (Guess Pop / JoeyStarr - DJ Spank)
3. Ambassadeur du Mic (Mass / JoeyStarr - DJ Spank)
4. A nos familles du bled (Maiday - Rebel Boy Muels / JoeyStarr - DJ Spank)
5. État Second (R-Qwell II "Gar" - Lestat / JoeyStarr - DJ Spank)
6. Bombe de balle (Anaconda - Vip.R - Naja / JoeyStarr - DJ Spank)
7. Interlude 1 (JoeyStarr - DJ Spank)
8. Le temps passe (Bobby Buntlack - Ferk Daxxx / JoeyStarr - DJ Spank)
9. Dire que toutes ces meufs (Mala Malekal / JoeyStarr - DJ Spank)
10. Le Flow, la vibe & Ma Vérité (FDY phenomen / JoeyStarr - DJ Spank)
11. Tout c'que t'as (Lord Kossity / JoeyStarr - DJ Spank)
12. Interlude 2 (JoeyStarr - DJ Spank)
13. Flée Flée (Iron Sy / JoeyStarr - DJ Spank)
14. Alpha, Kilo, Tango, [é]cho... Triple comme au Scrabble, hey!! (Lafräz - Laddjäh / JoeyStarr - DJ Spank)
15. Ain't I woman (Nefateri / JoeyStarr - DJ Spank)
16. Tenue camouflage (Dany Boss - Alcide H / JoeyStarr - DJ Spank)
17. Maintenant je veux que les gens disent (Mass / JoeyStarr - DJ Spank)
18. Mash up le show (Lord Kossity /  JoeyStarr - DJ Spank)
19. Exercice de style (Aketo - Blacko - El Tunisiano / JoeyStarr - DJ Spank)
20. Outro (JoeyStarr - DJ Spank)

Bonus Track : Comme chaque été (Bobby Buntlack - Ferk Daxxx - JoeyStarr /  JoeyStarr - DJ Spank)